# Albertina Diniz
Albertina Diniz  (São João-del Rei, ? — ?) foi uma jornalista e educadora brasileira.

## Vida
Nasceu em São João del Rei, município de Minas Gerais, filha da sufragista Francisca Senhorinha da Motta Diniz e de José Joaquim da Silva. Contribuía com artigos para O Sexo Feminino, o primeiro periódico voltado para a emancipação feminina que foi fundado e dirigido por sua mãe.
Quando sua família mudou-se para o Rio de Janeiro, Albertina ingressou na carreira de educadora pelo Colégio Santa Isabel, também fundado pela mãe. Engajou-se mais na tradução de textos franceses para a revista Estação e algumas poesias para O Sexo Feminino. Além disso, escreveu sobre a abolição de escravos na imprensa e compôs poesias para o periódico lisboeta Almanaque das Senhoras.

## Morte
Faleceu de tuberculose em data e local desconhecidos.